# Costers del Rosselló
Costers del Rosselló és un vi sec amb denominació d'origen (en francès Apellation d'Origine Contrôlée AOC) etiquetat sota la denominació AOC Côtes du Roussillon. Existeix també la denominació Costers del Rosselló Vilatges (en francès AOC Côtes du Roussillon Villages).

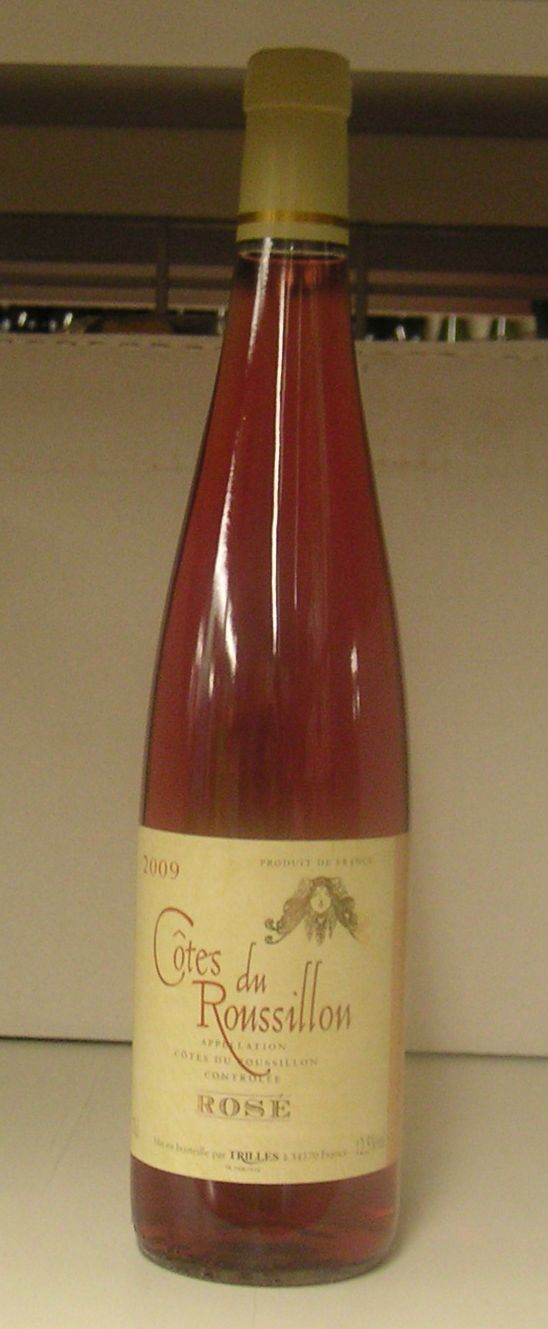
Una ampolla de vi rosat amb denominació d'origen Costers del Rosselló

És una denominació d'origen regional que consta de 118 municipis de la Catalunya del Nord, bàsicament el Rosselló i la Fenolleda més part del Vallespir i del Conflent. Des del 1972 reagrupa les antigues denominacions «Rousillon dels Aspres» (abans Haut-Roussillon), «Corbières de Roussillon» i «Corbières Supérieurs du Roussillon». La zona al nord de la Tet se superposa amb la denominació d'origen Côtes du Roussillon Villages. Destaquen els vins negres i rosats de les varietats carinyena negra, garnatxa negra, lledoner pelut, cinsaut, syrah, garnatxa tintera (Mourvèdre), macabeu i els vins blancs amb raïms de les varietats garnatxa blanca, macabeu, tourbat, roussanne, marsanne, vermentino.
Geològicament, destaca per estar compost per sòls i subsols molt diversos (calcàries, argiles i calcàries, esquists, gneis i granits